# Абдулла Аль-Хашаш
Абдулла Аль-Хашаш (араб. عبدالله الحشاش; нар. 25 січня 1996, Ріффа) — бахрейнський футболіст, нападник клубу «Аль-Аглі» (Манама) та національної збірної Бахрейну.

## Клубна кар'єра
Він розпочав свою кар'єру в 2019 році на дорослому рівні в клубі «Бусайтін», перш ніж перейти до чинного чемпіона, «Аль-Хідда» у листопаді 2020 року. Після сезону там, влітку 2021 року на правах оренди Аль-Хашаш перебрався в клуб «Будая».
З травня 2022 року став виступати за «Аль-Аглі» (Манама).

## Виступи за збірну
27 січня 2022 року дебютував у складі національної збірної Бахрейну в товариській грі проти Уганди (3:1). Він вийшов на заміну замість Махді Абдулджаббара на 75-й хвилині, а вже на 89-ій хвилині забив свій перший гол за збірну.
На початку 2024 року Абдулла потрапив до заявки команди на Кубок Азії і дебютував на турнірі в першій грі проти Південної Кореї, де він вийшов у стартовому складі і своїм голом на 51-й хвилині зміг ненадовго зрівняти рахунок — 1:1, щоправда, ця перевага тривала недовго, і гра завершилася поразкою бахрейнців 1:3. Загалом ль-Хашашш зіграв на турнірі три гри і дій
в з нею до 1/8 фіналу.